# Équipe de Hongrie des moins de 17 ans de football
Maillots
L'équipe de Hongrie de football des moins de 17 ans est constituée par une sélection des meilleurs joueurs hongrois de moins de 17 ans sous l'égide de la Fédération de Hongrie de football.

## Parcours

### Parcours en Championnat d'Europe
| - 1982 : Non qualifiée - 1984 : Non qualifiée - 1985 : 1er tour - 1986 : Non qualifiée - 1987 : Non qualifiée - 1988 : 1er tour - 1989 : Non qualifiée - 1990 : 1er tour - 1991 : Non qualifiée - 1992 : 1er tour - 1993 : Quarts-de-finale - 1994 : Non qualifiée - 1995 : Non qualifiée - 1996 : Non qualifiée - 1997 : Quarts-de-finale - 1998 : Non qualifiée - 1999 : 1er tour - 2000 : 1er tour - 2001 : 1er tour - 2002 : 1er tour - 2003 : 1er tour |  | - 2004 : Non qualifiée - 2005 : Non qualifieé - 2006 : 1er tour - 2007 : Non qualifiée - 2008 : Non qualifiée - 2009 : Non qualifiée - 2010 : Non qualifiée - 2011 : Non qualifiée - 2012 : Non qualifiée - 2013 : Non qualifiée - 2014 : Non qualifiée - 2015 : Non qualifiée - 2016 : Non qualifiée - 2017 : Quarts-de-finale - 2018 : Non qualifiée - 2019 : Quarts-de-finale - 2020 - 2021 : Éditions annulées - 2022 : Non qualifiée - 2023 : 1er tour |

### Parcours en Coupe du monde
| - 1985 : Quarts-de-finale - 1987 : Non qualifiée - 1989 : Non qualifiée - 1991 : Non qualifiée - 1993 : Non qualifiée - 1995 : Non qualifiée - 1997 : Non qualifiée - 1999 : Non qualifiée - 2001 : Non qualifiée - 2003 : Non qualifiée |  | - 2005 : Non qualifiée - 2007 : Non qualifiée - 2009 : Non qualifiée - 2011 : Non qualifié - 2013 : Non qualifié - 2015 : Non qualifié - 2017 : Non qualifié - 2019 : 1er tour - 2023 : Non qualifié |

## Anciens joueurs
- Zsolt Limperger